# Блаж (Олт)
Блаж (рум. Blaj) насеље је у Румунији у округу Олт у општини Воињаса. Oпштина се налази на надморској висини од 111 m.

## Становништво
Према подацима из 2002. године у насељу је живело 285 становника, од којих су сви румунске националности.